# 영양 생식

식물의 영양 생식

영양 생식(營養生殖, vegetative reproduction)은 보통 생식에 관계하지 않는 BODY의 일부분이 갈라져서 새로운 개체가 형성되는 생식법이다. 이것은 식물의 왕성한 재생력을 이용한 번식 방법으로, 고등 식물의 경우 농업이나 원예 등에 이용된다. 영양 생식은 생식의 일종으로 감수 분열을 거치지 않으므로, 모체와 새로운 개체 사이에는 핵상이나 유전자형의 변화가 없다. 먼저 생식을 위해 분리되는 단위가 단세포인가 다세포인가를 분류해 본다.

## 생식 단위가 단세포인 경우
생식 단위가 어미 식물과 거의 같은 이분법과 특별한 생식 세포인 영양 포자가 생기는 경우를 생각할 수 있다.

### 이분법
이 방법은 단세포 생물에서 볼 수 있다. 단세포라고는 하나 다세포 생물과 비슷한 생활을 영위하고 있기 때문에 세포 안에는 여러 기관이 잘 발달해 있는 경우가 많다. 이들 세포 기관들은 세포 분열에 의하여 새로운 두 세포로 나뉘게 된다. 예를 들면, 유글레나의 경우에는 운동을 중지하고 점액질에 싸여 편모가 있는 몸의 앞쪽에서부터 세로로 분열된다. 종류에 따라서는 유영 중에 분열하기도 한다. 또한, 와편모조류의 케라티움속은 외부에 튼튼한 세포벽이 있는데, 이 겉껍데기는 이분열을 할 때 일정한 선을 따라 위아래로 갈라진다. 이와 같이 나뉜 각각의 반쪽은 잃어버린 부분을 만들어 다시 원래와 같은 개체가 된다. 한편, 도시락의 경우와 같이 서로 겹친 2개의 껍데기를 가진 규조류도 케라티움속과 비슷한 방법으로 이분열을 하지만, 이것은 특히 2개의 껍데기 사이에 대소의 차이가 있다. 그리하여 뚜껑쪽의 큰 껍데기를 받은 분열 세포는 안쪽에 속 껍데기를 만들기 때문에 세포 전체의 크기는 본래와 같게 된다. 그러나 속 쪽의 작은 껍데기를 받은 분열 세포는 묵은 껍데기를 뚜껑 쪽으로 해서 새로운 세포벽을 만들기 때문에, 이분열을 거듭해 갈수록 세포는 점차 작아지게 된다. 따라서, 어느 한도까지 작아지게 되면 갑자기 원형질이 증대하여 묵은 껍데기를 벗고 원형질과 세포벽을 증대시켜 원래의 크기로 돌아간다. 효모균류는 일반적인 세포 분열에 의해 이분되는데, 이 밖에 세포가 부풀어 충분히 커지면 분리하여 독립된 개체를 만드는 수도 있다. 또한, 습한 육지에 자라는 녹조 식물은 다수의 핵을 가지면서도 몸은 단세포이며, 역시 몸의 일부가 부풀어 분리됨으로써 새로운 개체가 만들어진다. 이와 같은 방법을 '출아법(出芽法)'이라고 한다.

### 영양 포자에 의한 방법
이것은 곰팡이류에서 두드러지게 나타나는 증식 방법이다. 단순한 경우에는 균사가 작게 끊겨 번식의 단위가 되지만, 이 밖에 특별한 구조를 만드는 경우도 많다. 자낭균류인 푸른곰팡이에서는 균사의 윗부분이 몇 번이고 분지를 되풀이하여 전체적으로 빗자루 모양이 되며, 그 위쪽의 균사는 잘록해져서 마치 둥근 모양의 포자가 염주 모양으로 이어진 것과 같다. 또한, 누룩곰팡이에서는 한 번 균사의 끝이 부푼 다음, 이 부푼 자리에서 포자가 되는 다수의 균사가 뚫고 나와 잘록해져가는데, 이러한 포자를 '분생 포자'라고 한다. 이와 같이 푸른곰팡이와 누룩곰팡이에서는 분생 포자가 생기는 균사의 분지 방법이 서로 다른데, 어느 쪽이나 포자가 되는 방법은 모두 외생적이다. 이에 반하여, 부풀어 오른 끝부분의 균사가 포자낭이 되어 내부에 내생적으로 분생 포자를 만드는 경우도 있다. 예를 들어, 접합균류인 털곰팡이류에서는 이 포자낭의 형성이 약간 다르다. 즉 균사의 앞끝에 칸막이가 만들어지고 상하에 2개의 세포가 생겨, 위쪽의 세포는 핵분열을 해서 다수의 핵을 만들지만, 아래쪽 세포는 위쪽 세포 속을 뚫고 나가 주축(柱軸)을 형성한다. 이윽고 위쪽 세포의 원형질은 핵을 지니고 조그맣게 나뉘어 분생 포자가 된다. 한편, 물 속에 사는 균류는 편모를 가진 운동 포자를 만든다. 또한, 어떤 종류는 건조한 대기 조건에서는 외생적인 분생 포자를 만들지만, 공기에 습기가 많아지면 운동 포자를 만든다고 한다.

## 생식 단위가 군체생활을 하는 경우
남조식물은 아직까지 유성생식이 알려지지 않았으며, 단세포 또는 군체 생활을 하고 있는데, 군체의 정도에는 여러 가지가 있다. 예를 들어, 노스톡속은 세포가 1줄의 사상체로 되어 있으나 세포 사이에는 원형질 연락이 있고, 또한 아랫부분과 윗부분의 구별까지 있다. 대부분 이들의 몸은 작은 부분으로 잘리어 그것들이 원래의 크기로 성장함으로써 생식이 이루어지는데, 잘리기 전에 연쇄체를 형성하는 경우도 있다. 즉, 실 모양으로 늘어선 세포가 군데군데 세포 사이의 물질 증가에 의해 작은 집단으로 나뉜다. 이러한 세포 사이의 물질 증가는 격벽이라고 하는 명료한 경계를 만들게 되는데, 이 때의 조그마한 집단을 '연쇄체'라고 하며, 얼마 후에는 처음의 공통된 껍질에서 탈피하여 사상체로서 성장하게 된다. 녹조식물인 볼복스속은 종류에 따라 여러 가지의 크기, 또 여러 가지 정도로 분화하여 둥글고 가운데가 비어 있는 군체를 만드는데, 쓱히 영양 생식을 할 때는 어미 군체 속에 작은 군체가 생긴, 뒤에 어미 군체가 파괴되면서 밖으로 나와 발달하게 된다. 또한, 같은 녹조식물인 하이드로딕티온속은 더욱 색다른 면을 볼 수 있다. 그물처럼 이어져 몸을 형성하는 세포 속에 2개의 편모를 가진 수많은 운동 포자가 생기는데, 처음에는 세포 안에서 움직이고 있으나, 움직임을 멈추면 서로 이어져 그물 모양의 새로운 군체가 되며, 후에 어미 세포로부터 나와 성장하게 된다. 한편, 남조식물이나 녹조식물 중 실 모양의 몸을 가진 것은 환경 조건이 나빠지게 되면, 영양체의 세포가 기름이나 녹말 등을 저장하며 동시에 세포벽이 두꺼워져 휴면하기 위한 포자를 만들기도 하는데, 이 때의 포자를 '아리네트'라고 한다. 이것은 환경이 좋아지면 발아하여 원래의 어미 세포와 같은 상태로 되돌아가 새로운 개체를 만든다.

## 생식 단위가 다세포인 경우
다세포 식물은 다음과 같은 점에서 동물과 많은 차이가 있다. 동물은 몸 속의 여러 구조를 만드는 원기(原基)가 발생의 이른 시기에 정해지며, 그 후에는 성숙에 의해 성체(成體)가 된다. 그러나 식물의 몸에는 분열 조직, 또는 생장점이라고 하는 특수한 장소가 항상 식물체의 각부를 만들어내며, 이러한 활동에 의해 식물의 생장은 원래 있던 것에 새로운 것이 덧붙여지는 형태로 계속하여 행해진다. 따라서, 재생력이 강한 몸의 일부분을 어미 식물에서 떼어놓아도 조건만 유지시켜 준다면 새로운 개체로 자랄 수 있다. 이와 같은 원리를 이용한 것이 농업이나 원예에서 이용되는 고등 식물의 '인공 영양 생식'이다. 여기에는 꺾꽂이·휘묻이·접붙이기·포기나누기 등이 있다.
꺾꽂이는 잎이나 줄기를 잘라 땅에 꽂음으로써 뿌리를 내려 번식시키는 방법으로, 영양물을 스스로 흡수할 수 있을 때까지 말라죽지 않도록 해야 하며, 또한 뿌리가 나는 것을 촉진하는 등의 배려를 하지 않으면 안 된다. 이를 위해 잎을 떼어내거나 잘라내서 지나친 증산(蒸散)을 억제하거나 잎이나 줄기의 아랫부분을 나프탈렌초산과 같은 생장 조절 물질로 처리하여 뿌리가 나는 것을 촉진하는 등, 종류에 따라 갖가지 방법이 고안되어 있다. 꺾꽂이 부위에 따라 줄기꽂이(경삽), 잎꽂이(엽삽), 눈꽂이(아삽), 잎눈꽂이(엽아삽), 뿌리꽂이(근삽) 등의 명칭이 존재한다. 이러한 꺾꽂이는 개나리·버드나무·포플러 등에서 이용되며, 약한 식물에서는 이 방법을 적용시킬 수 없다. 
휘묻이는 원줄기에서 가지를 자르지 않고 휘어 땅에 묻어 둔 후 뿌리가 내린 다음 원 줄기와 이어진 부분을 잘라 옮겨 심는 방법으로, 뽕나무·석류나무·포도 등에서 이용된다.
이 밖에, 대목에 원하는 품종의 접순을 붙여서 번식시키는 접붙이기나, 여러 개의 뿌리가 모인 덩어리를 작은 포기로 나누어 번식시키는 포기나누기(분구) 등의 방법도 있다.
이와 같이 인위적인 방법으로 영양 생식을 시키는 것 외에, 식물에 따라서는 자연 상태에서 꺾꽂이나 휘묻이와 같은 상태를 만드는 종류도 있다. 예를 들어, 종자식물만큼 명확한 생장부가 없는 지의류에서는 몸 속의 녹조식물을 균사가 둘러싸서 '가루눈'이라는 덩어리를 만들어 번식하며, 태류(苔類)인 우산이끼는 생육 환경이 나빠지면 엽상체의 뒷면에 컵 모양의 형체를 만드는데, 안에는 다세포이며 원기둥 모양인 무성아(無性芽)가 만들어진다. 또한, 종자식물의 영양 생식 수단은 여러 가지가 있는데, 특히 씨가 생기지 않는 식물에서는 이것이 잘 발달되어 있다. 즉, 참나리의 잎겨드랑이에 생기는 주아(珠芽)는 양분을 저장한 다육질의 작은 비늘줄기로, 어미 식물로부터 떨어지면 발아하여 새 개체가 된다. 또한, 단축된 줄기가 다육질이 되면 육아가 되는데 이러한 경우는 참마에서 볼 수 있으며, 땅 속에서 줄기가 비대해지면 감자의 덩이줄기나 쇠귀나물·토란 등의 둥근꼴줄기가 된다.
한편, 옆으로 뻗어나온 가지가 땅 위를 기어 긴마디 사이에서 곧은 싹을 내는 것도 뿌리가 나면 독립된 식물체가 될 수 있다. 이와 같이, 옆으로 뻗은 가지를 기는가지라고 하는데 바위취·딸기 등에서 볼 수 있다. 줄기와 마찬가지로, 뿌리에서도 독립하기에 충분할 만큼 영양물을 저장한 종류에서는, 영양 생식이 유력한 번식 수단이 된다. 여기에는 다알리아나 고구마의 덩이뿌리가 속한다.

## 같이 보기
- 무성 생식